# Scina chelata
Scina chelata is een vlokreeftensoort uit de familie van de Scinidae. De wetenschappelijke naam van de soort is voor het eerst geldig gepubliceerd in 1970 door M. Vinogradov.